# Carolina Blàvia i Galindo
Carolina Blàvia i Galindo (Lleida, 1973) és una professora universitària catalana, cantant de fado i directora artística del Festival Internacional de Fado de Catalunya Interfado des de la seva creació el 2012. Ha afadistat poemes d'Àngel Guimerà, com «Mort del joglar», i ha traduït fados al català.
Després de vuit anys al capdavant del grup Enfado, que versionava fados amb instruments no habituals del gènere, Blàvia va iniciar el 2010 una nova etapa amb el fado com a teló de fons i el so com a matèria primera. Gran coneixedora de Portugal, ha cantat en diverses sales de fado de Lisboa.

## Discografia
Amb Enfado
- A mil noranta (2006)

En solitari
- Fado enllà (EP, 2012)
- Destino meu (2018)[6]